# Relaciones Grecia-Italia
Grecia e Italia disfrutan de unas relaciones diplomáticas especiales y fuertes. Las relaciones diplomáticas modernas entre los dos países se establecieron justo después de la unificación italiana, y hoy se consideran cordiales. Los dos estados cooperan en los campos de la energía, la seguridad, la cultura y el turismo, y son importantes socios comerciales,  tanto en exportaciones como en importaciones.
Grecia e Italia comparten opiniones políticas comunes sobre los Balcanes, la región y el mundo, y son los principales defensores de la integración de todas las naciones balcánicas en la familia euroatlántica y promovieron la "Agenda 2014". que fue propuesto por el Gobierno griego en 2004 como parte de la Cumbre UE-Balcanes Occidentales en Salónica, para  integrar las naciones de los Balcanes Occidentales en la Unión Europea para el año 2014, cuando Grecia e Italia asumieron la presidencia rotatoria de la Unión Europea durante el primer y segundo semestre de 2014, respectivamente.
Los dos países son Estados miembros de la UE, ONU y OTAN, y cooperan en muchas otras organizaciones multilaterales, como la Organización para la Seguridad y la Cooperación en Europa, la Organización Mundial del Comercio y la Unión por el Mediterráneo, al mismo tiempo que promueven relaciones diplomáticas más estrechas y cooperación con otros países clave, como Estados Unidos e Israel.

## Historia

### sigloXIX

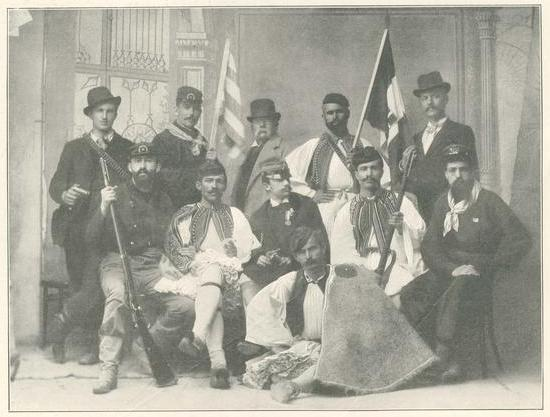
Griegos con voluntarios italianos en la guerra greco-turca en 1897.

Grecia (que obtuvo su  independencia en 1832) e Italia establecieron relaciones diplomáticas en 1861, inmediatamente después de la unificación de Italia. Los philhellenes italianos habían contribuido a la independencia griega, como el jurista Vincenzo Gallina, Annibale Santorre di Rossi de Pomarolo, Conde de Santarosa y Giuseppe Rosaroll.
A lo largo del siglo XIX, los filhellenes italianos continuaron apoyando a Grecia política y militarmente. Por ejemplo, Ricciotti Garibaldi dirigió una expedición de voluntarios ("Garibaldini") en la Guerra greco-turca (1897). Un grupo de Garibaldini, encabezado por el poeta griego Lorentzos Mavilis, luchó también con el lado griego durante las Guerras de los Balcanes.

### sigloXX
A principios de 1912, durante la Guerra ítalo-turca, Italia ocupó las islas del Dodecaneso habitadas predominantemente por griegos en el Mar Egeo del Imperio Otomano. Aunque más tarde con el acuerdo Venizelos-Tittoni de 1919, Italia prometió cederlos a Grecia, Carlo Sforza en 1920 renunció al acuerdo. 
Un grupo de Garibaldini, encabezado por el poeta griego Lorentzos Mavilis, luchó también con el lado griego durante las Guerras de los Balcanes.
En 1913, después del final de la Primera Guerra de los Balcanes, las tierras de Epiro septentrional fueron cedidas a Grecia, pero Italia impugnó la decisión y en el  Tratado de Londres la región fue entregada a la recién creada Albania. La población griega local se enfureció y creó la República Autónoma del Epiro del Norte, antes de que fuera cedida a regañadientes a Albania, con la paz asegurada por la fuerza de mantenimiento de la paz italiana hasta 1919. Italia rechazó la decisión porque no quería que Grecia controlara ambos lados del Estrecho de Corfú. Además, aunque Isla Sazan fue cedida a Grecia en 1864 como parte de las Islas Diapontia, Grecia cedió la isla a la recién independizada Albania en 1914 después de la presión de Italia, y dado que Grecia no lo hizo quiere arriesgar una guerra con Italia. Italia tomó posesión de la isla en 1920 y la mantuvo durante la Segunda Guerra Mundial.
Durante la Primera Guerra Mundial, tanto Italia como Grecia eran miembros de los  Aliados y lucharon contra las Potencias Centrales, pero cuando los italianos descubrieron que Grecia había sido Ocupación de Esmirna (tierra prometida en Anatolia) en la Conferencia de Paz de París (1919), la delegación italiana se retiró de la conferencia durante varios meses. Italia ocupó partes de Anatolia que amenazaban la zona de ocupación griega y la ciudad de Esmirna. Las tropas griegas fueron desembarcadas y la Guerra greco-turca (1919-1922) comenzó con el avance de las tropas griegas hacia Anatolia. Las fuerzas turcas finalmente derrotaron a los griegos y, con la ayuda italiana, recuperaron el territorio perdido, incluida Esmirna.
Cuando los Fascistas italianos ganaron el poder en 1922, persiguieron a los Griegos en Italia
En 1923, el nuevo primer ministro italiano Benito Mussolini utilizó el asesinato de un  general italiano en la frontera greco-albanesa como pretexto para el  bombardear y ocupar temporalmente Corfú , debido a la posición estratégica de Corfú en la entrada del Mar Adriático.

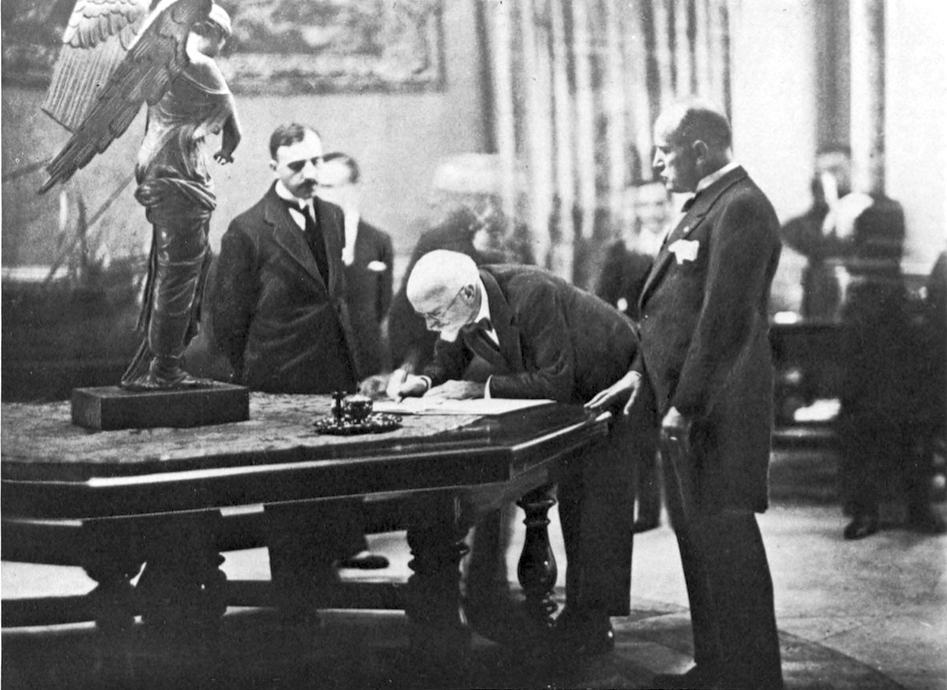
Eleftherios Venizelos firma el Tratado de Amistad con Italia en Roma el 23 de septiembre de 1928, mientras Benito Mussolini observa

El general griego Theodoros Pangalos (general), que gobernó Grecia como dictador en 1925–26, trató de revisar el Tratado de Lausana de 1923 y lanzar una guerra revanchista contra Turquía. Con este fin, Pangalos buscó el apoyo diplomático italiano, ya que Italia todavía tenía ambiciones en Anatolia, pero al final, nada resultó de sus propuestas a Mussolini. Después de la caída de Pangalos y la restauración de la estabilidad política relativa en 1926, se emprendieron esfuerzos para normalizar las relaciones con los vecinos de Grecia. Con este fin, el gobierno griego, especialmente el ministro de Relaciones Exteriores Andreas Michalakopoulos, puso un renovado énfasis en mejorar las relaciones con Italia, lo que llevó a la firma de un acuerdo comercial en noviembre de 1926. El acercamiento italo-griego tuvo un impacto positivo en Grecia con relación a otros países balcánicos, y después de 1928 fue continuada por el nuevo gobierno de Eleftherios Venizelos, culminando con el tratado de amistad firmado por Venizelos en Roma el 23 de septiembre de 1928. Mussolini favoreció este tratado, ya que ayudó en sus esfuerzos por aislar diplomáticamente a Yugoslavia de los posibles aliados de los Balcanes. Venizelos rechazó una oferta de alianza entre los dos países, pero durante las conversaciones Mussolini ofreció personalmente "garantizar la soberanía griega" sobre Macedonia y aseguró a Venizelos que en caso de un ataque externo a Salónica por Yugoslavia, Italia se uniría a Grecia.
Durante finales de la década de 1920 y principios de la de 1930, Mussolini buscó diplomáticamente crear "un bloque balcánico dominado por Italia que uniría Turquía, Grecia, Bulgaria y Hungría". Venizelos contrarrestó la política con acuerdos diplomáticos entre vecinos griegos y estableció una "conferencia anual de los Balcanes ... para estudiar cuestiones de interés común, particularmente de naturaleza económica, con el objetivo final de establecer algún tipo de unión regional". Esto aumentó las relaciones diplomáticas y en 1934 se resistió a "todas las formas de revisionismo territorial". Venizelos mantuvo hábilmente un principio de "diplomacia abierta" y tuvo cuidado de no alienar a los patrones griegos tradicionales en Gran Bretaña y Francia. El acuerdo de amistad greco-italiano puso fin al aislamiento diplomático griego y al comienzo de una serie de acuerdos bilaterales, en particular la Convención de Amistad Greco-Turca en 1930. Este proceso culminó con la firma del Pacto de los Balcanes entre Grecia, Yugoslavia, Turquía y Rumania, que fue un contraataque al revisionismo búlgaro.

## Relaciones y cooperación bilaterales

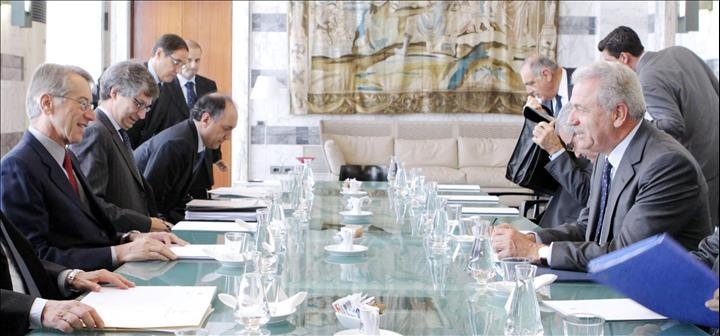
Ministro de Relaciones Exteriores de Italia Giulio Terzi di Sant'Agata y Ministro de Relaciones Exteriores de Grecia Dimitris Avramopoulos en Roma en agosto de 2012

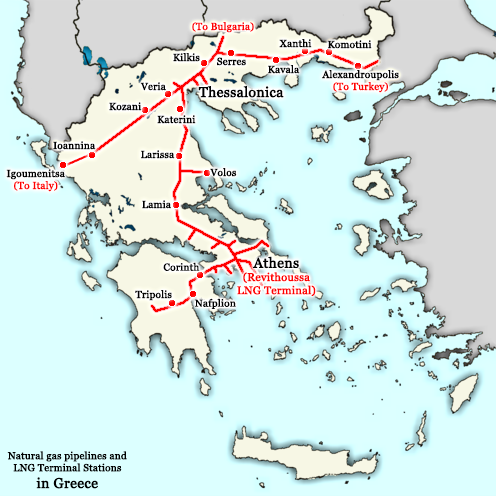
Oleoducto Grecia-Italia. Un mapa que muestra la ubicación aproximada de los gasoductos que atraviesan Grecia hasta Italia

Grecia es uno de los principales socios económicos de Italia y coopera en muchos campos, incluidos el judicial, científico y educativo, y en el desarrollo del turismo, un sector importante en ambos países. Hay visitas periódicas de alto nivel entre los dos países, como la visita del primer ministro griego Antonis Samaras a Italia en julio de 2014, y existen frecuentes contactos entre los dos países a nivel ministerial sobre diversos asuntos relacionados con sectores individuales.
Los proyectos actuales entre los dos países incluyen el oleoducto Grecia-Italia (que forma parte del  Interconector Turquía-Grecia-Italia oleoducto (ITGI)), y el  Oleoducto transadriático (TAP).

## Colaboración militar
Grecia e Italia son aliados de la OTAN y mantienen una estrecha cooperación militar. El ejercicio "Italic Weld", que fue un ejercicio combinado aire-naval-tierra en el norte de Italia en el que participaron Estados Unidos, Italia, Turquía y Grecia, parece haber sido uno de los primeros ejercicios en los que el nuevo italiano Se probó la orientación del ejército.
Los dos países, junto con los Estados Unidos, también están participando en simulacros militares a gran escala realizados anualmente por no miembros de la OTAN Israel, cuyo nombre en código es "Bandera Azul", y que tienen lugar en la región del este Mediterráneo.
El 27 de marzo de 2017, Italia participó en el ejercicio militar "Iniochus 2017", que es organizado anualmente por Grecia, junto con Estados Unidos, Israel y los Emiratos Árabes Unidos.

## Organizaciones multilaterales
Ambos países son miembros de pleno derecho de muchas organizaciones internacionales, incluidas la OTAN, la Unión Europea, el Consejo de Europa, la OCDE y la OMC. Grecia e Italia también formaron parte del Programa de Cooperación Territorial Europea (2007-2013), para el impulso de la cooperación transfronteriza en el Mar Mediterráneo.

## Interacción cultural

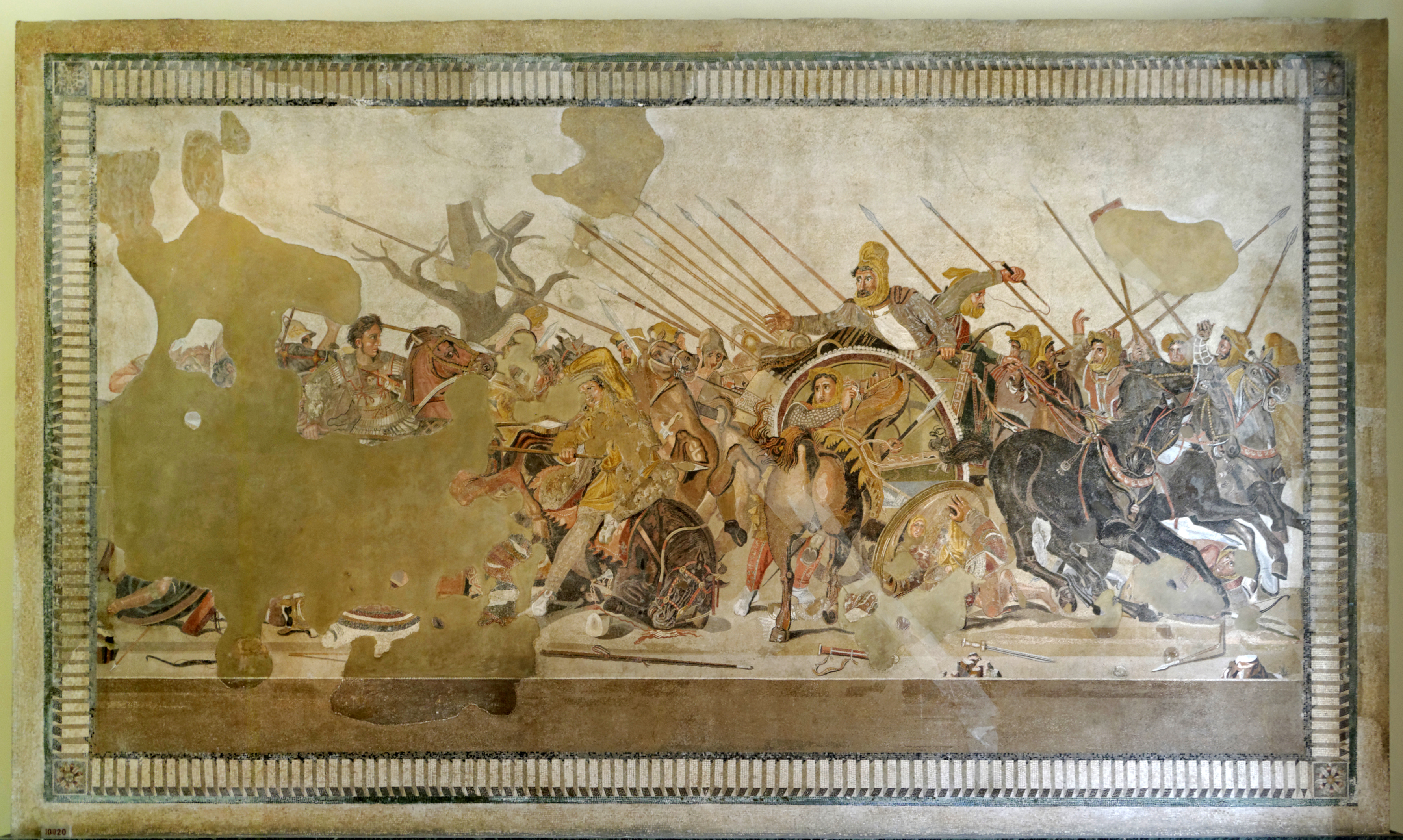
El Mosaico de Alejandro en el Museo Arqueológico Nacional, Nápoles

El Instituto Helénico de Estudios Bizantinos y Post-Bizantinos abrió en Venecia en 1951, proporcionando el estudio de la historia bizantina y post-bizantina en Italia.
El Istituto Italiano di Cultura di Atene en Atenas es responsable de promover la cultura italiana en Grecia.
En julio de 2014, se inauguró en Roma una exposición artística oficial con el título "Italia - Grecia: una cara, una carrera" con motivo del paso de la Presidencia del Consejo de la UE de Grecia a Italia. El título de la exposición se refiere a un dicho griego, "μια φάτσα μια ράτσα" (mia fatsa mia ratsa , cf. italiano  una faccia, una razza), que se utiliza a menudo en Grecia e Italia para expresar el percepción de estrechas afinidades culturales entre griegos e italianos.

## Minorías étnicas
Los griegos han vivido en el sur de Italia (Magna Grecia) durante milenios, y hoy en día se les llama  Griko. Taquí también hay italianos en Corfú.

## Acuerdos
- Cooperación económica (1949)
- Evitación de la doble imposición (1964)
- Delimitación de los límites de la plataforma continental (1977)
- Protección del medio marino del mar Jónico (1979)
- Cooperación contra el terrorismo, el crimen organizado y el narcotráfico (1986)

## Visitas notables
- Enero de 2006; Visita de Estado del Presidente de la República Helénica Sr. Karolos Papoulias a Roma.
- Diciembre de 2006; Visita del Primer Ministro italiano Romano Prodi a Atenas.
- Marzo de 2007; Visita oficial de la ministra de Asuntos Exteriores griega Dora Bakoyannis a Roma.
- Agosto de 2007; Reunión del canciller griego con su homólogo italiano Massimo D'Alema en Roma.
- Septiembre de 2008; Visita de Estado del Presidente de la República Italiana, Sr. Giorgio Napolitano a Atenas.
- Agosto 2012; Visita del primer ministro griego, el Sr. Antonis Samaras, a Roma.
- Septiembre 2012; Visita del Presidente de la República Helénica Sr. Karolos Papoulias a Italia.
- Octubre 2013; Reunión del primer ministro griego, el Sr. Antonis Samaras, con su homólogo italiano en Roma.
- Julio de 2014; Visita del primer ministro griego, el Sr. Antonis Samaras a Italia.
- Febrero de 2015; Reunión del primer ministro griego, el Sr. Alexis Tsipras, con su homólogo italiano, Matteo Renzi, en Roma.

## Transporte
Los puertos italianos de Bari, Brindisi, Ancona, Venecia y Trieste en la costa italiana del Mar Adriático tienen pasajeros y carga diarios transbordadores a los puertos griegos de Corfú,  Patra, Igoumenitsa y Kalamata, evitando el tránsito por tierra a través de la Península Balcánica.

## Misiones diplomáticas residentes
- Grecia tiene una embajada en Roma y consulados generales en Milán y Nápoles y un consulado en Venecia.
- Italia tiene una embajada en Atenas.

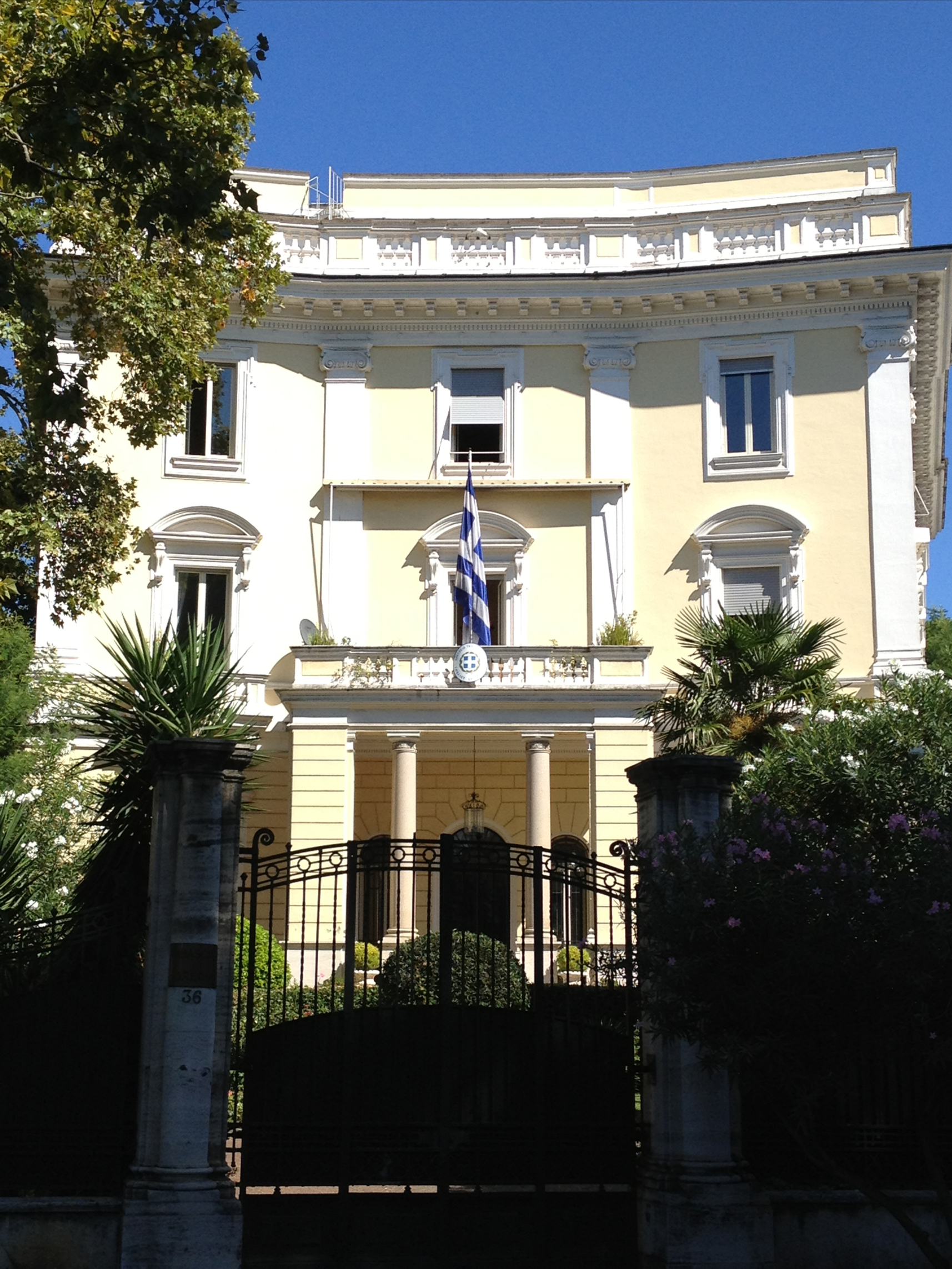
Embajada de Grecia en Roma
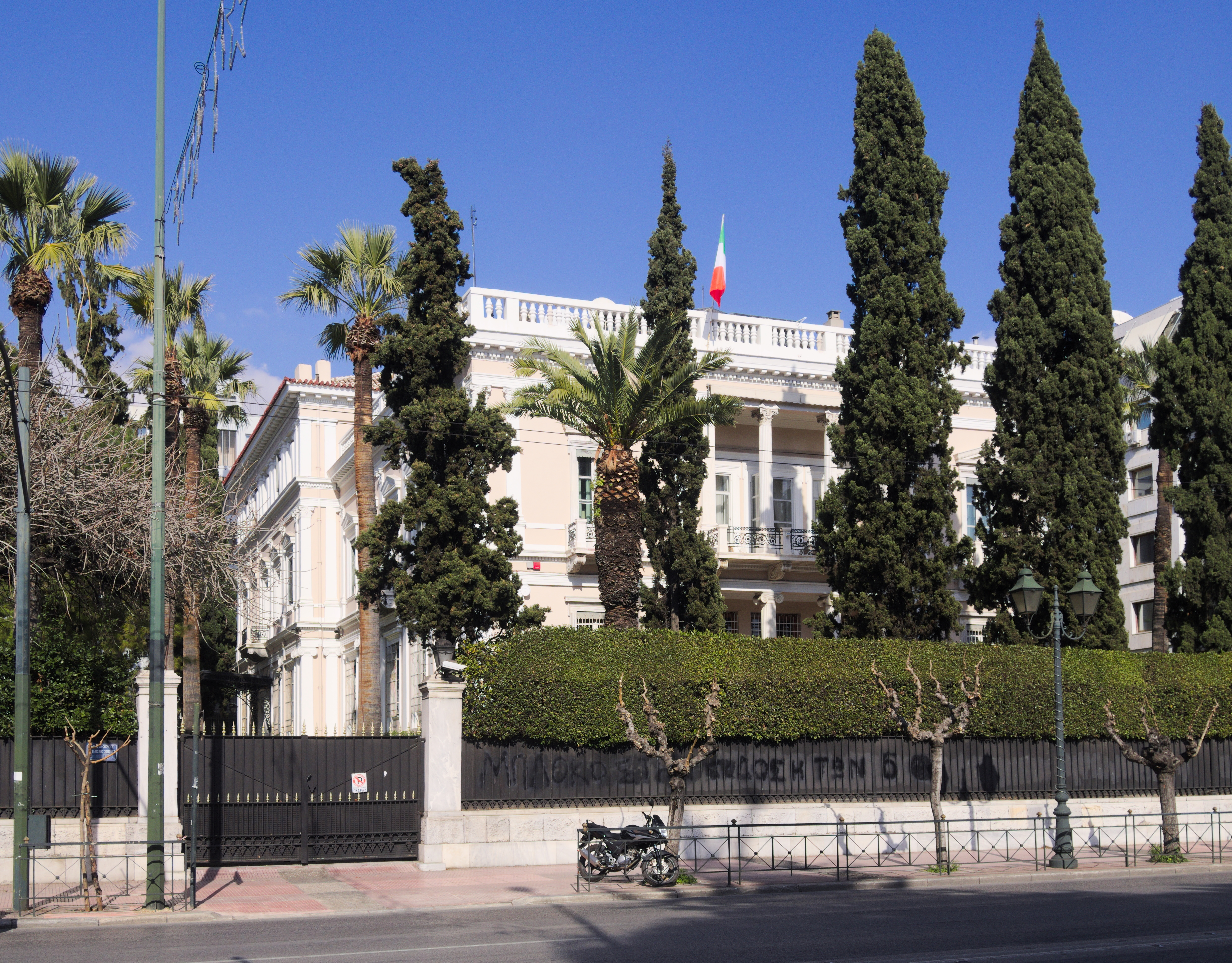
Embajada de Italia en Atenas